# Highland (Kalifornia)
Highland város az USA Kalifornia államában, San Bernardino megyében. Lakosainak száma 56 999 fő (2020. április 1.).

## Népesség
A település népességének változása:

| 2010 | 53 104 |
| 2020 | 56 999 |